# Жолдешть
Жолдешть, Жолдешті (рум. Joldești) — село у повіті Ботошані в Румунії. Входить до складу комуни Ворона.
Село розташоване на відстані 349 км на північ від Бухареста, 21 км на південь від Ботошань, 88 км на північний захід від Ясс.

## Населення
За даними перепису населення 2002 року у селі проживали 1289 осіб, усі — румуни. Усі жителі села рідною мовою назвали румунську.